# 高松市立日新小学校
高松市立日新小学校（たかまつしりつ にっしんしょうがっこう）は、かつて香川県高松市瀬戸内町にあった市立小学校。102年の歴史を持っていたが、児童数減少によって高松市立二番丁小学校、高松市立四番丁小学校と統合され、2010年（平成22年）3月31日をもって閉校した。校区は旧二番丁小学校跡に新設の高松市立新番丁小学校へ引き継がれた。

## 概要
高松市中心部の西部に位置する小学校であり、すぐ北側は瀬戸内海（高松漁港）に面している。
閉校後の跡地は売却はされずに引き続き高松市教育委員会が所管し、運動場や体育館は存続させる。校舎は耐震補強が必要なことから原則閉鎖管理となったが、閉校直後は1階部分のみはコミュニティ活動も可能な場として利用されていた。その後、2015年に解体された。運動場や体育館はそのまま体育施設として利用するほか、災害時の避難所としても引き続き利用される。

## 学校データ
- 児童数：141人（2009年度[2]）
- 児童愛称：

学校施設（2008年5月1日時点）
- 普通教室：10教室
- 特別教室：8教室
- 校舎面積：2622m2
- 体育館面積：673m2

服装規定
- 制服：あり（通年必用）
- 防寒着：不明

## 歴史

### 年表
- 1900年（明治33年）6月2日 - 高松市四番丁小学校糸浜分教場開校。
- 1902年（明治35年）4月1日 - 高松市二番丁尋常小学校糸浜分教場に改称。
- 1908年（明治41年）4月1日 - 高松市西浜尋常小学校に改称。（開校記念日）
- 1910年（明治43年）5月20日 - 愛宕神社境内一部に運動場開設。
- 1941年（昭和16年）4月1日 - 高松市西浜国民学校に改称。
- 1947年（昭和22年）4月1日 - 高松市西浜小学校に改称。
- 1961年（昭和36年）8月26日 - 現位置に第一期新築校舎竣工。以後1966年にかけて順次現在地へ移転。
- 1968年（昭和43年）4月1日 - 高松市立日新小学校に改称。
- 1972年（昭和47年）2月25日 - プール竣工式挙行。
- 2010年（平成22年）3月31日 - 閉校。

### 全校児童数の推移
中心部におけるドーナツ化現象の進行によって児童数は減少している。
- 1999年度：219人
- 2000年度：204人（-15人）
- 2001年度：180人（-24人）
- 2002年度：163人（-17人）
- 2003年度：157人（-6人）
- 2004年度：158人（+1人）
- 2005年度：151人（-7人）
- 2006年度：144人（-7人）
- 2007年度：139人（-5人）
- 2008年度：128人（-11人）
- 2009年度：141人（+13人）

## 教育目標
- 自ら学び 心豊かでたくましい子どもの育成

児童像
- 考える子：確かな学力を身に付け、主体的に判断し行動する子どもを育てる
- 助け合う子：人間性豊かで、協力する子どもを育てる
- 元気な子：たくましい心身を持ち、最後までやりぬく子どもを育てる

## 通学区域
通学区域は高松市中心部の一部。北側は瀬戸内海に面し、南はJR予讃線まで、西は摺鉢谷川及び香東川まで、東は高松漁港までを校区としている。校区内には高松市中央卸売市場や高松漁港を擁していることから、この地区は高松市内でも特に漁業従事者が多い漁師町としての側面もある。
- 高松市
  - 瀬戸内町
  - 扇町一丁目2番～15番，17番，18番，20番
  - 扇町三丁目1番～4番
  - 新北町

## 進学先中学校
- 高松市立紫雲中学校

## 校区内の主な施設
- 瀬戸大橋通り
- 高松漁港
- 高松市中央卸売市場

## 交通
- JR高徳線昭和町駅：徒歩6分
- ことでんバス中央卸売市場前バス停：徒歩1分